# Bernard 80

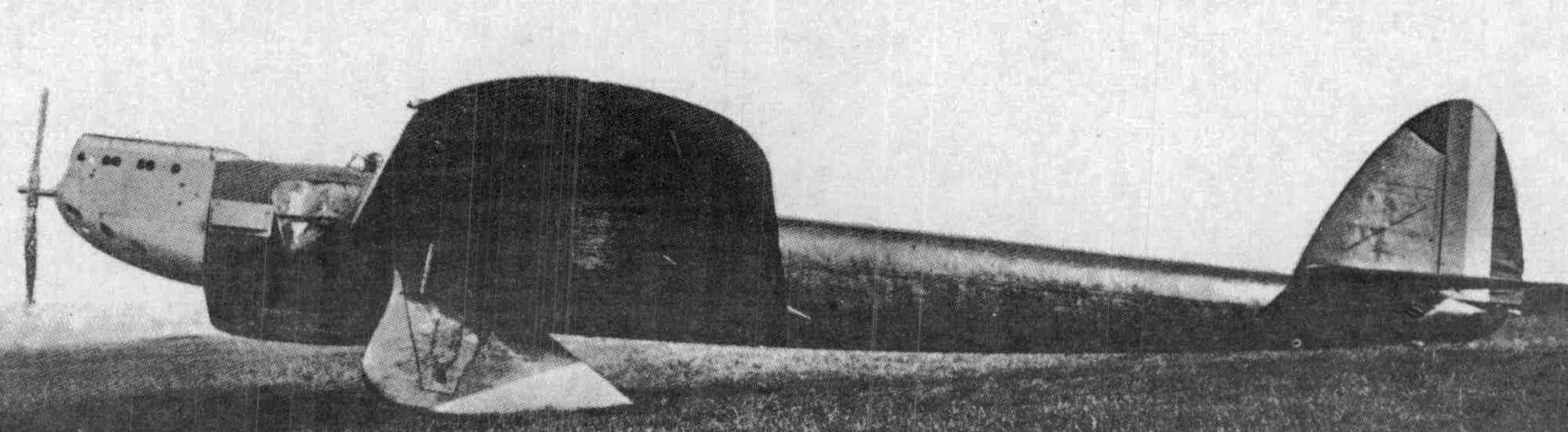
Bernard 80 GR

Le Bernard 80 est un avion de transport civil réalisé en France en 1930 par la Société des Avions Bernard.